# Анка Шкембаревић
Анка Шкембаревић српска је уметница и прва Панчевка која је почела да се бави пустовањем вуне.

## Биографија
Рођена је у Панчеву. Са дванаест година почела је да се бави ручним радом, везом, златовезом и ткањем. Радионице ткања је касније похађала у Београду. Убрзо је добила сертификат. Занатску радњу „Анка и разиграна вуна Панчево” основала је 29. августа 2012.
Од пустоване вуне прави разне одевне предмете – прслуке, шалове, капе, рукавице, обућу и ташне, накит – огрлице, наруквице, минђуше, рајфове, ешарпе и брошеве, обућу, украсе за кућу – наменске украсе за Ускрс и Нову годину, футроле за мобилне, подлоге за децу и кућне љубимце, подметаче за столице, сувенире и друге рукотворине. Неке од њих су део приватних колекција у Јапану, Америци, Енглеској, Италији, Израелу, Немачкој, Канади и другим земљама.
Рукотворине представља на манифестацијама Дани Вајферта, Улица господар Јевремова, „Банатска прича” Зрењанин, „Ковачички октобар” Ковачица, новогодишњим базарима у Вршцу, Панчеву и Ковачици, као и на ускршњим базарима. Израду модних предмета традиционалном техником ваљања вуне представила је у павиљону Србије на Експо изложби у Милану 2015. Бави се и екопринтом.
Године 2019. и 2020. организовала је двомесечне радионице женама које желе да науче пустовање вуне, у сарадњи са Националном службом за запошљавање. Такође, 2024. је организовала низ радионица у Качареву.